# Црква Светог Георгија у Лазници
Црква Светог Георгија у Лазници, насељеном месту на територији општине Жагубица, припада Епархији браничевској Српске православне цркве.
Црква посвећена Светом Великомученику Георгију, налази се на узвишеном платоу насеља и у близини је сеоског гробља. Храм је саграђен искључиво прилогом народа, овог села, и његовим житељима који су расејани свуда по свету. 
Градња цркве започета је 1930. године сакупљањем прилога за подизање. Изграђени су темељи цркве и њихово освећење је било 4. јула 1937. године, од стране Епископа браничевског Венијамина. Црква је већ 1939. године била завршена зидањем. 
Храм је по свом спољашњем изгледу градње, грађен у српско-византијском стилу. Градњом цркве је руководио предузимач грађевина Милан Р. Илић, из Петровца. Инжињер који је надгледао радове на цркви био је Светислав Симић, технички саветник у рангу V положајне групе. За сво време градње храма у Лазници, био је месни парох Јосиф Брагин. 
Дрвени иконостас који је био за цркву, урађен је у Пожаревцу, док су сликане иконе у иконостасу урађене у духу и стилу наше иконографије. Звоно на цркви, купљено је још за време рата прилогом Петра Шербана, који се настанио у Америци. Звоно је ливено у ливници „Јеврема А. Поповића” у Јагодини, тежине 326 килограма у бронзи. Цркву је 1955. године освештао Епископ Хризостом.
Унутрашњост цркве је једноставна, са једноставним фрескама које је сликао Јанко Лалић, наставник средње школе, а за време служења свештеника Витомира Никодијевића 1982. године. 